# Hatice Sultan (1870–1938)
Hatice Sultan, född 1870 i Istanbul, död 13 mars 1938 i Beirut, var en osmansk prinsessa. Hon var dotter till sultan Murad V och Şayan Kadınefendi.
Hennes farbror Abdulaziz avsattes och ersattes av hennes far 30 maj 1876; hennes far avsattes dock av hennes farbror Abd ül-Hamid II efter bara tre månader, varefter familjen sattes i husarrest i Çırağanpalatset. När hon och hennes syster Fehime Sultan blev vuxna uttryckte de frustration över att behöva leva isolerade från omvärlden i Çırağanpalatset, och deras farbror Abd ül-Hamid II gav dem då valet att lämna palatset på villkor att de gifte sig och aldrig träffade sin far igen. De valde båda att gifta sig, och hämtades då till sultanen i Yildizpalatset. De närvarade båda två när kejsarinnan Augusta av Tyskland besökte det kejserliga osmanska haremet 1898.  
Hon gifte sig 1901 med Ali Vasıf Pasha. Hennes och hennes systers äktenskap arrangerades samtidigt av hennes farbror med män av liknande status, varefter de tilldelades var sitt palats som bostad. Äktenskapet var olyckligt. Hatice var inte attraherad av sin make och vägrade honom tillträde till sitt sovrum. De fick dock ett barn. 
Hon hade 1901-1904 en kärleksaffär med sin kusin Naime Sultans make Kemaleddin Pasha, som bodde granne med dem på palatsområdet. Det är obekräftat om relationen var fullbordad eller endast bestod av kärleksbrev. När förhållandet uppdagades 1904 ledde det till en internationell skandal som omtalades även i amerikansk press. Hennes far avled i sin husarrest vid samma tid, något som har tillskrivits upprördhet över skandalen. Sultanen upplöste sin dotter Naime Sultans äktenskap och förvisade sin svärson till Bursa för äktenskapsbrott. Hatice nekades skilsmässa i fyra år, innan hon slutligen fick sultanens tillstånd 1908. När Kemaleddin Pasha takade hon dock nej. Det har spekulerats om att Hatice hade ett förhållande med Kemaleddin Pasha endast som hämnd mot Naime Sultans far sultanen, som först hade hållit henne som fången i husarrest och sedan gift bort henne med en man som inte var i hennes smak. 
Hon gifte sig 1909 med Rauf Hayreddin Bey i ett kärleksäktenskap. Paret fick fyra barn. De skilde sig 1918. 
Det osmanska sultanatet avskaffades 1 november 1922 och det osmanska kalifatet i mars 1924, varefter alla medlemmar av den före detta osmanska dynastin förvisades från den nya republiken Turkiet. Hon bosatte sig därefter i Beirut. Hon levde under anstränga ekonomiska omständigheter och sedan hon hade arrangerat ett äktenskap åt sin dotter levde hon på underhåll från sin svärson.